# Domingos Brás
Domingos Brás foi um tecelão e político brasileiro, que exerceu o cargo de secretário-geral do Partido Comunista Brasileiro entre 1932 e 1933.
Iniciou sua militância política em Petrópolis, onde atuou no sindicato dos trabalhadores da indústria têxtil. Preso em 1925, foi enviado à colônia penal de Clevelândia. Escreveu um artigo para o jornal anarquista A Plebe denunciando as condições dos presos no Oiapoque. Conseguiu fugir e voltar para o Rio de Janeiro em 1930 Foi candidato a deputado federal pelo Bloco Operário e Camponês, junto com Duvitiliano Ramos.
Filiado ao PCB, tornou-se secretário-geral e fez parte da tendência obreirista, embora ele mesmo também escrevesse poesia. Destacou-se nas críticas a Leôncio Basbaum, a quem acusou de sabotagem, desvios ideológicos e "influência perniciosa pequeno-burguesa". 